# Żar (761 m)

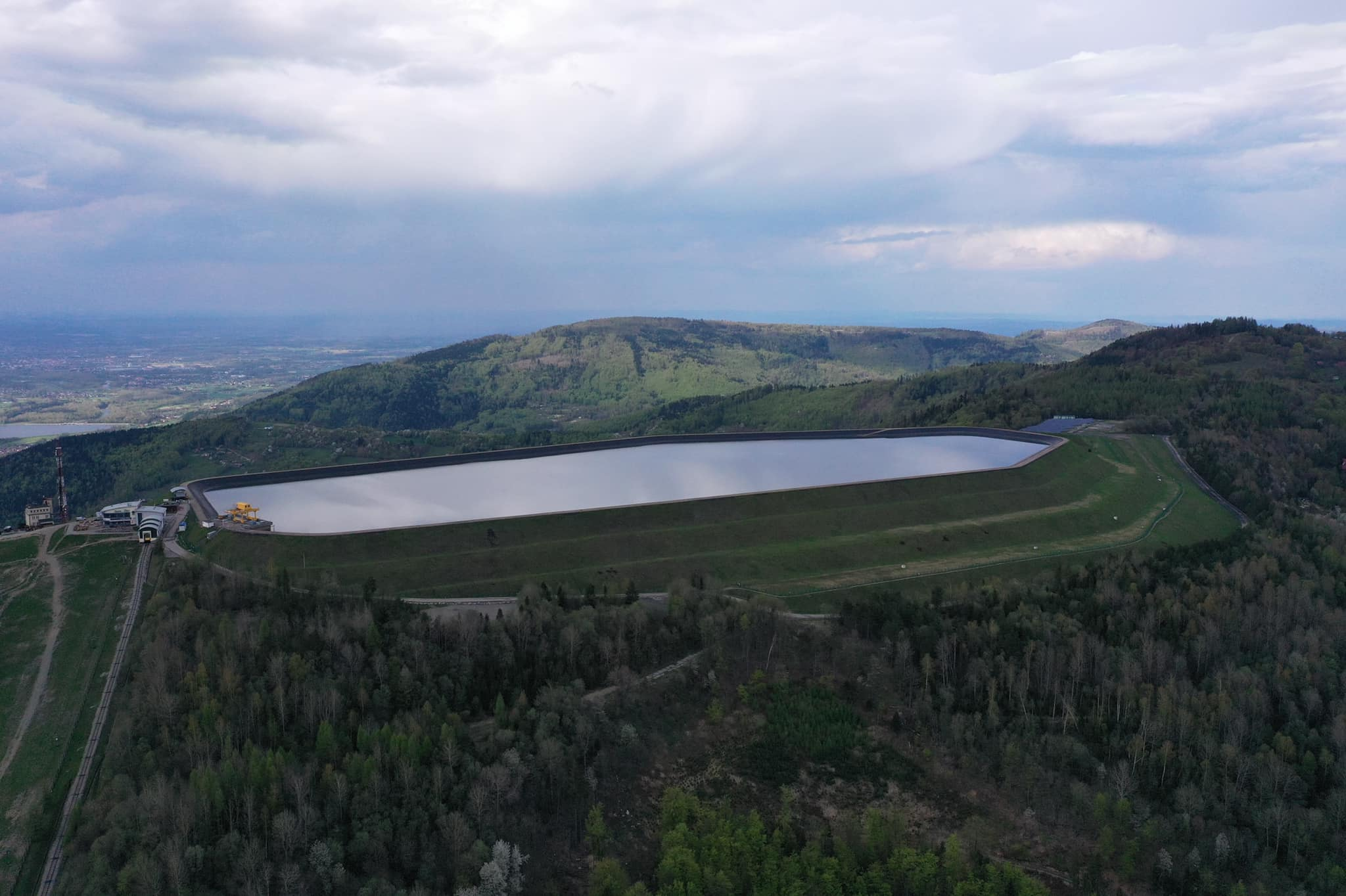
Szczyt góry Żar

Żar (761 m) – szczyt w Beskidzie Małym. Jego zachodnie stoki opadają do Jeziora Międzybrodzkiego, południowo-wschodnie do doliny potoku Isepnica, północne do doliny potoku Mała Puszcza, w kierunku północno-wschodnim biegnie do Kiczory (Kiczery) grzbiet łączący Żar z dalszymi wzniesieniami Grupy Kocierza (część Beskidu Małego). Administracyjnie znajduje się we wsi Międzybrodzie Żywieckie w województwie śląskim, w powiecie żywieckim.

## Turystyka i rekreacja
Od 2004 r. na szczyt góry można wjechać w ciągu 5,5 minuty koleją linowo-terenową o długości 1300 m, należącą do Polskich Kolei Linowych S.A. W okresie zimowym działają dwa wyciągi i trasy narciarskie wzdłuż nich. Przy dolnej stacji kolejki jest płatny parking. Od 1979 na szczyt góry prowadzi droga asfaltowa, jednak od momentu udostępnienia kolei mogą z niej korzystać tylko pojazdy upoważnione. Można też wyjść na górę szosą asfaltową i dwoma szlakami turystycznymi. Przy górnej stacji kolei znajdują się punkty gastronomiczne, restauracja, grill, lunety widokowe i opisana panorama widokowa.
Żar jest bardzo dobrym punktem widokowym. Ze szczytu góry rozciąga się panorama na Kotlinę Żywiecką z Jeziorem Żywieckim, wznoszące się nad nią szczyty Beskidu Żywieckiego i Beskidu Śląskiego, oraz należącą do Beskidu Małego, ale znajdująca się po drugiej stronie Soły Grupę Magurki Wilkowickiej. W grupie tej widoczne są niemal wszystkie szczyty – od Łysego Groniau na południu, poprzez Rogacz, Magurkę Wilkowicką, Chrobaczą Łąkę po Bujakowski Groń i Zasolniocę na północy. Ponad Jeziorem Czanieckim na północy widać Pogórze Śląskie z jego miastami i kominami zakładów przemysłowych oraz Bukowski Groń, a na wschodzie ponad koroną sztucznego zbiornika wody szczyty Złotej Góry, Kiczery, Cisowe Grapy i Potrójnej.
U podnóża góry działa Górska Szkoła Szybowcowa „Żar” i uprawiane jest paralotniarstwo.

## Historia
W roku 1936 z inicjatywy Ligi Obrony Powietrznej i Przeciwgazowej na szczycie powstało szybowcowe lotnisko Żar. W 1947 u podnóża góry zbudowano lotnisko dla samolotów holujących szybowce (ich lądowanie na szczycie było zabronione). W latach 1971–1979 w masywie góry Żar zbudowano elektrownię szczytowo-pompową (Porąbka-Żar), co spowodowało likwidację lotniska szybowcowego na szczycie i jego przeniesienie na środkowe stoki góry, łącząc z lotniskiem dla samolotów.
Na szczycie góry znajduje się obecnie zbiornik wodny elektrowni w kształcie deltoidu, oddany do użytku w 1979, który całkowicie zmienił jej wygląd. Ma on 650 m długości oraz 250 m szerokości w najszerszym miejscu i mieści 2 310 000 m³ wody, której maksymalna głębokość wynosi 28 m. Zbiornik jest uszczelniony kilkoma warstwami asfaltu, przełożonymi żelbetem. Obwałowania mają ponad 30 m wysokości. Jest to najwyżej w Polsce położony zbiornik wodny tego typu i ma największą wysokość tłoczenia wody – 440 m.

## Szlaki turystyczne
Mały Szlak Beskidzki na odcinku: Zapora Porąbka – Żar (zbiornik wodny) – Kiczora (Kiczera) – Przełęcz Isepnicka – Cisownik – Cisowe Grapy – Szeroka Przełęcz (Przysłop Cisowy) – Wielka Góra (Kocierz) – Przełęcz Szeroka – Beskid – Błasiakówka – Przełęcz Kocierska. Czas przejścia: 4.05 h, ↓ 3:30 h
 Żar (parking) – droga asfaltowa – Przełęcz Isepnicka – stoki Kiczory – Żar (zbiornik wodny). Czas przejścia: 2 h, 1:45 h.

## Galeria

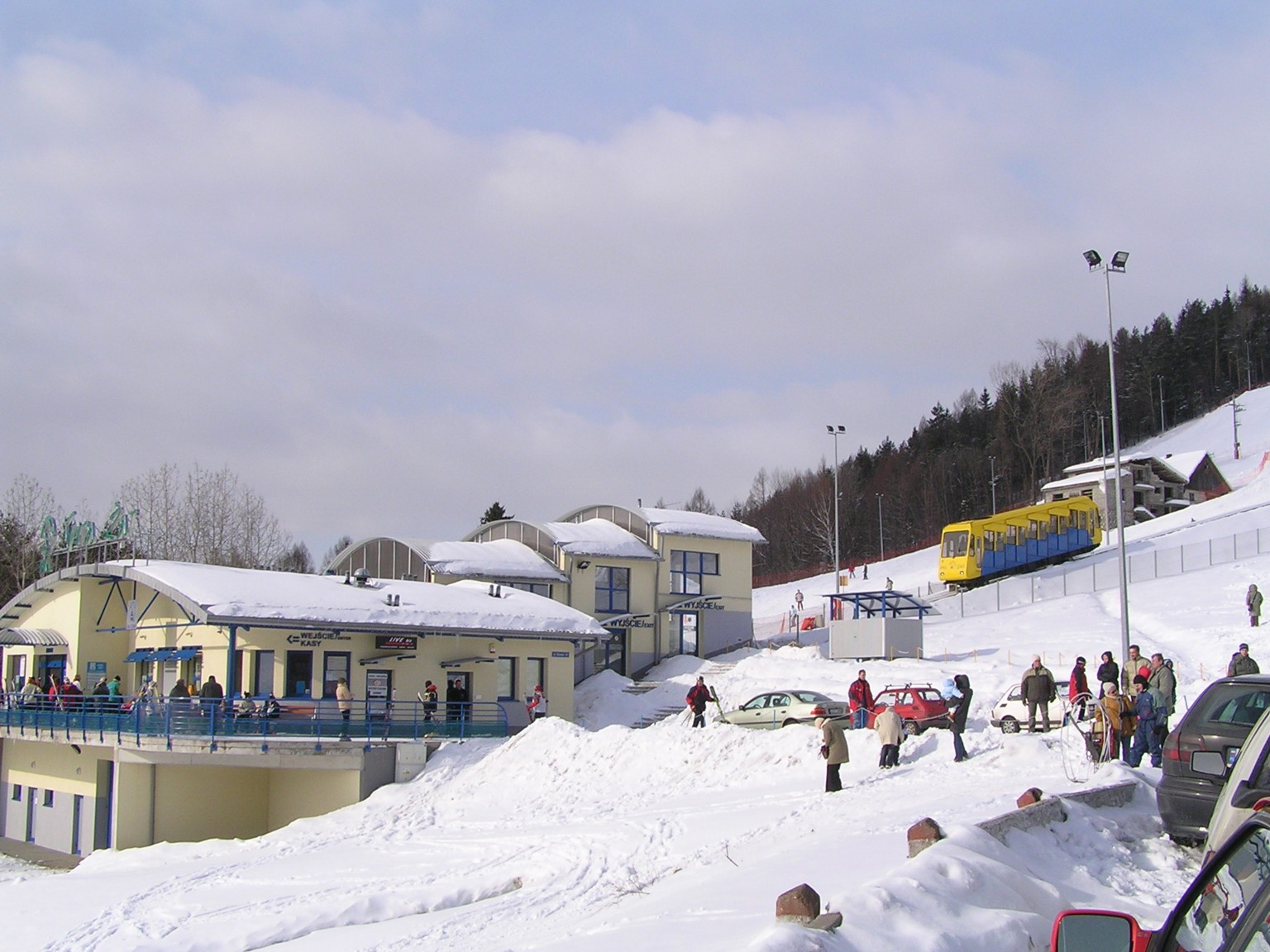
Kolej linowo-terenowa na górę Żar
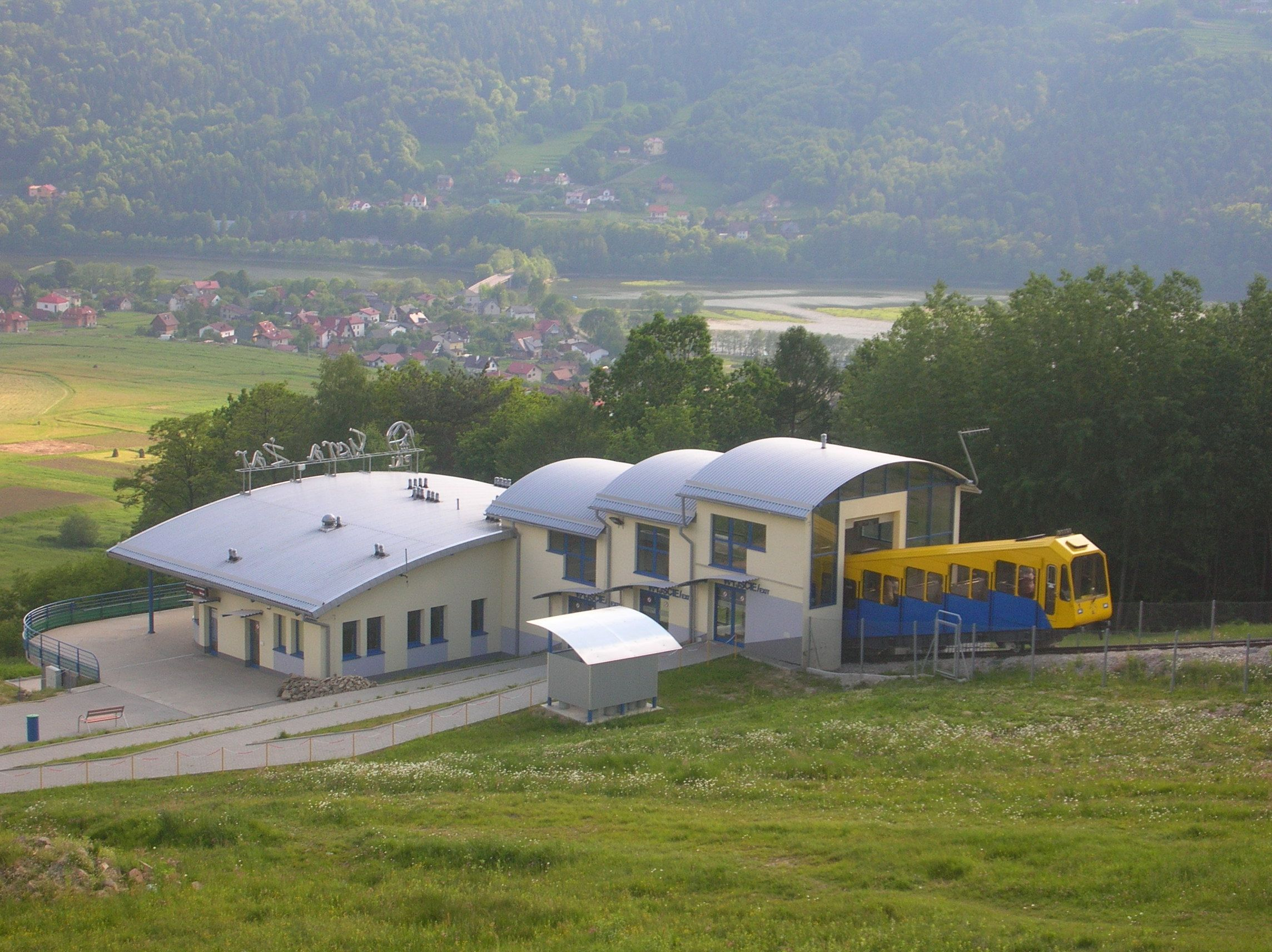
Wagon kolejki wjeżdżający do budynku dolnej stacji
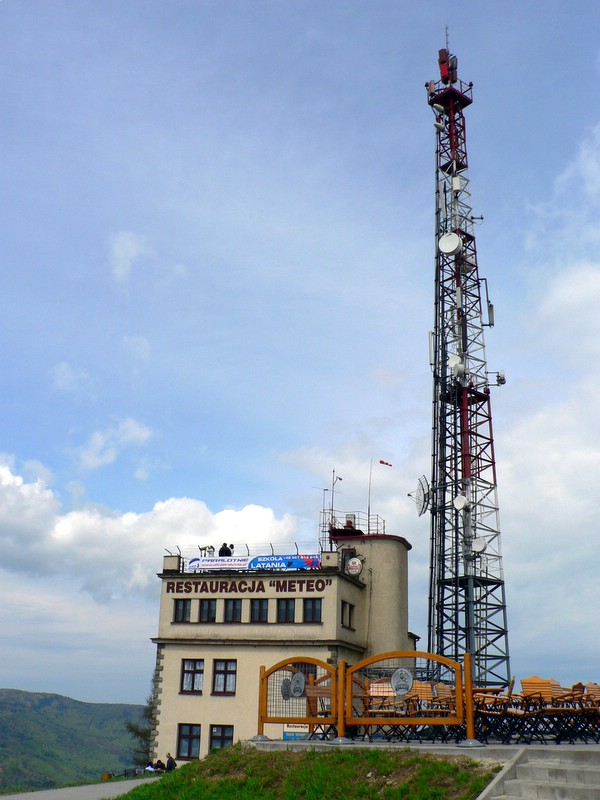
Stacja meteo na górze Żar
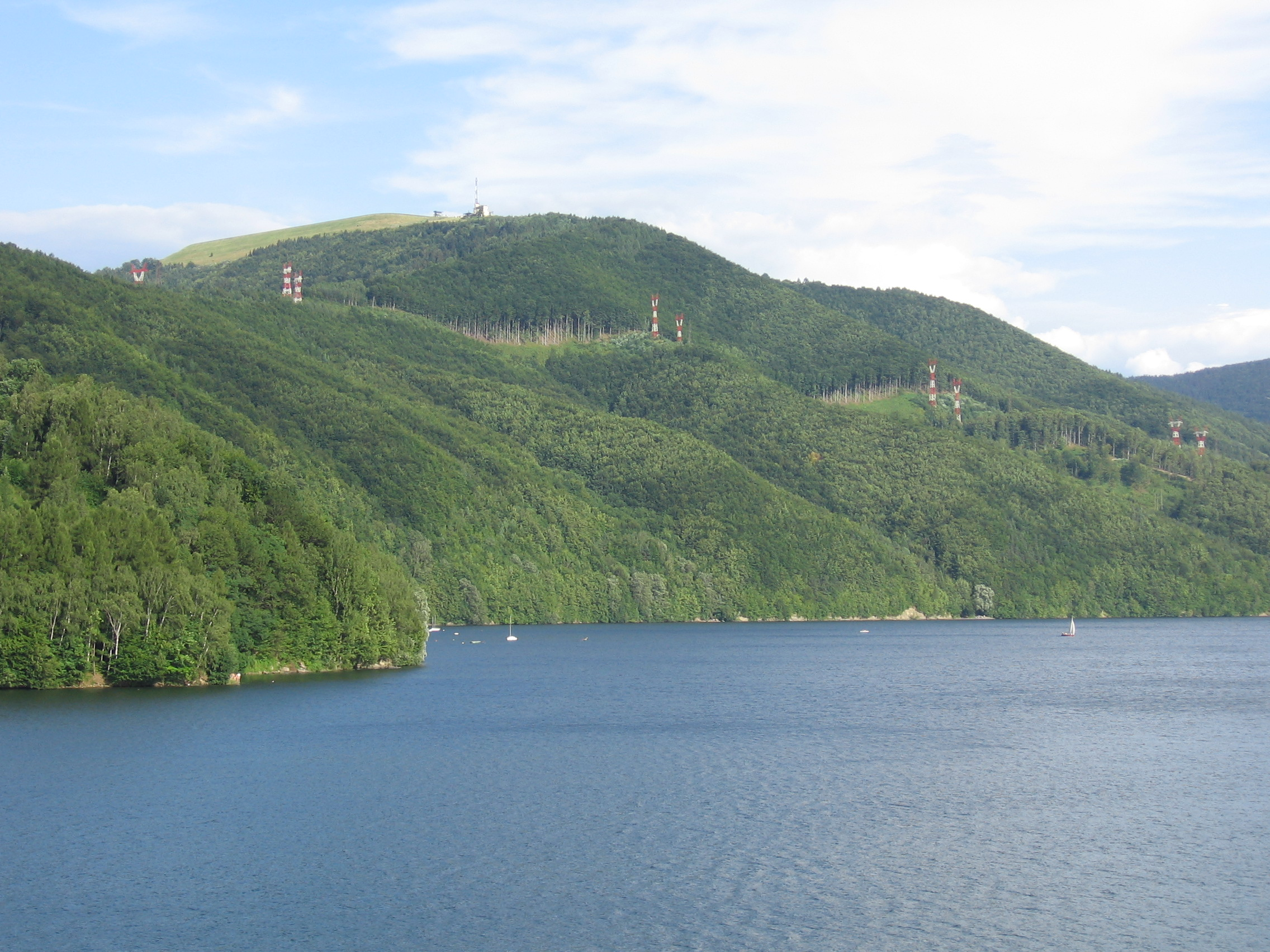
Widok na Jezioro Międzybrodzkie i górę Żar
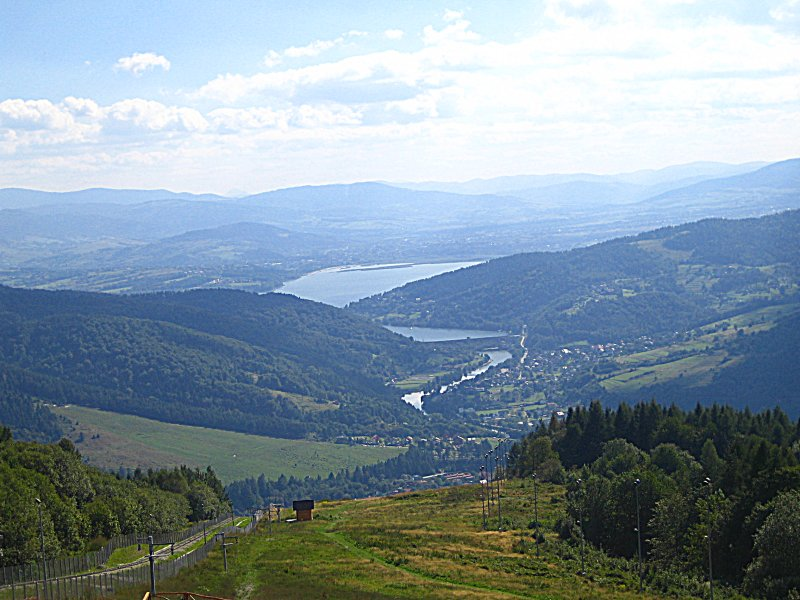
Widok z Góry Żar na Jezioro Międzybrodzkie i Jezioro Żywieckie
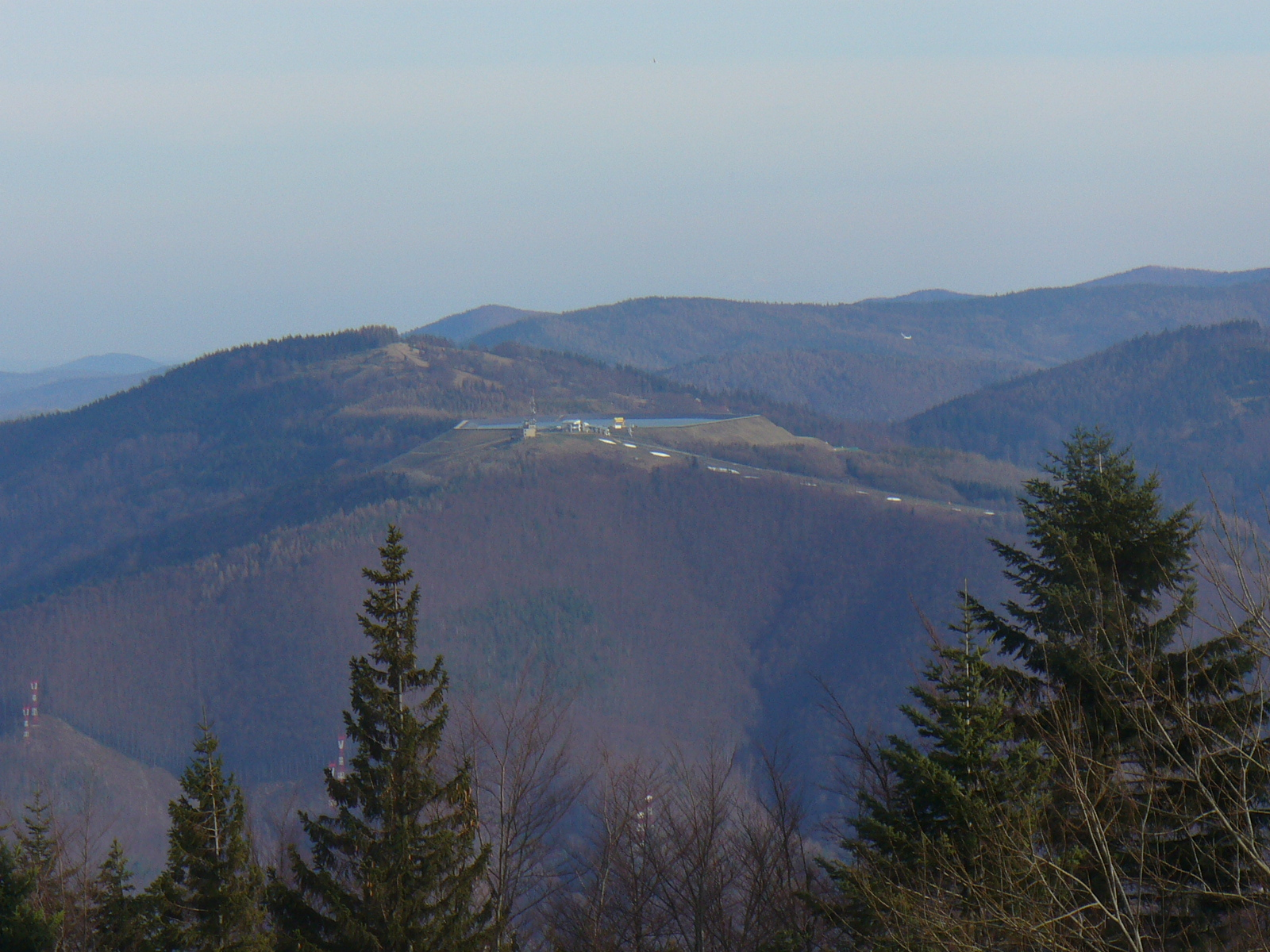
Widok na górę Żar z Magurki Wilkowickiej
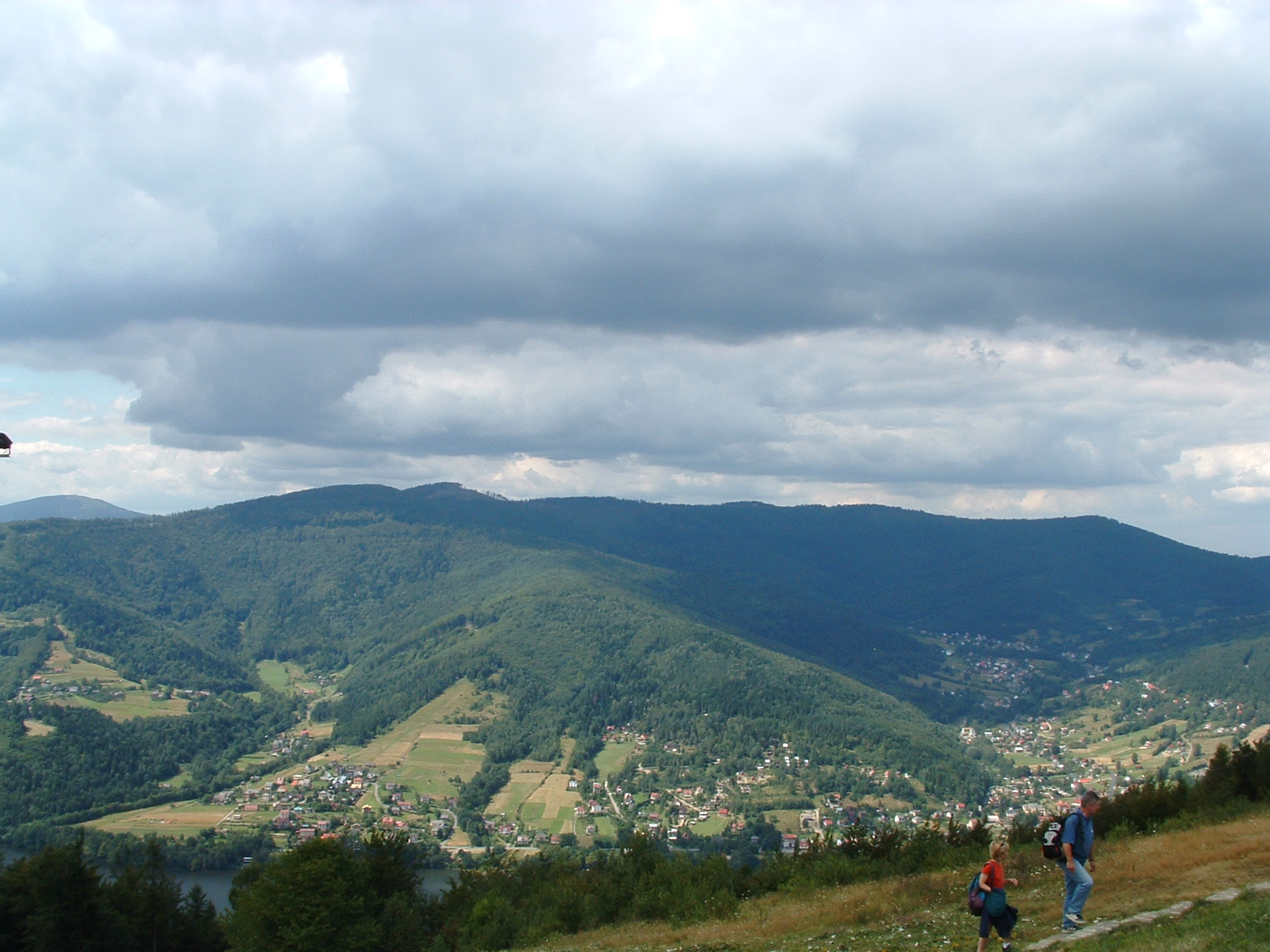
Widok z Góry Żar na Międzybrodzie Bialskie
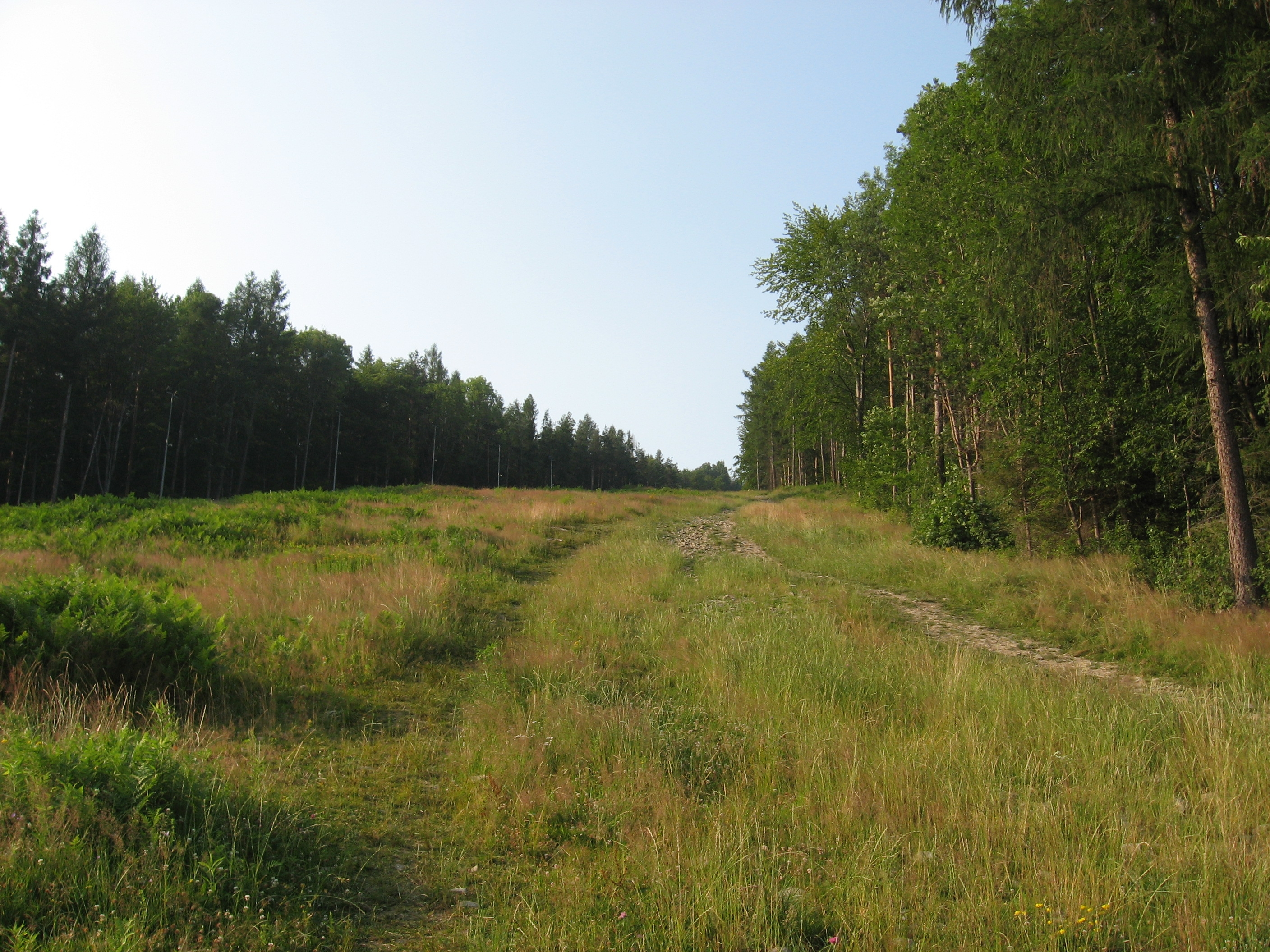
Zbocze góry Żar
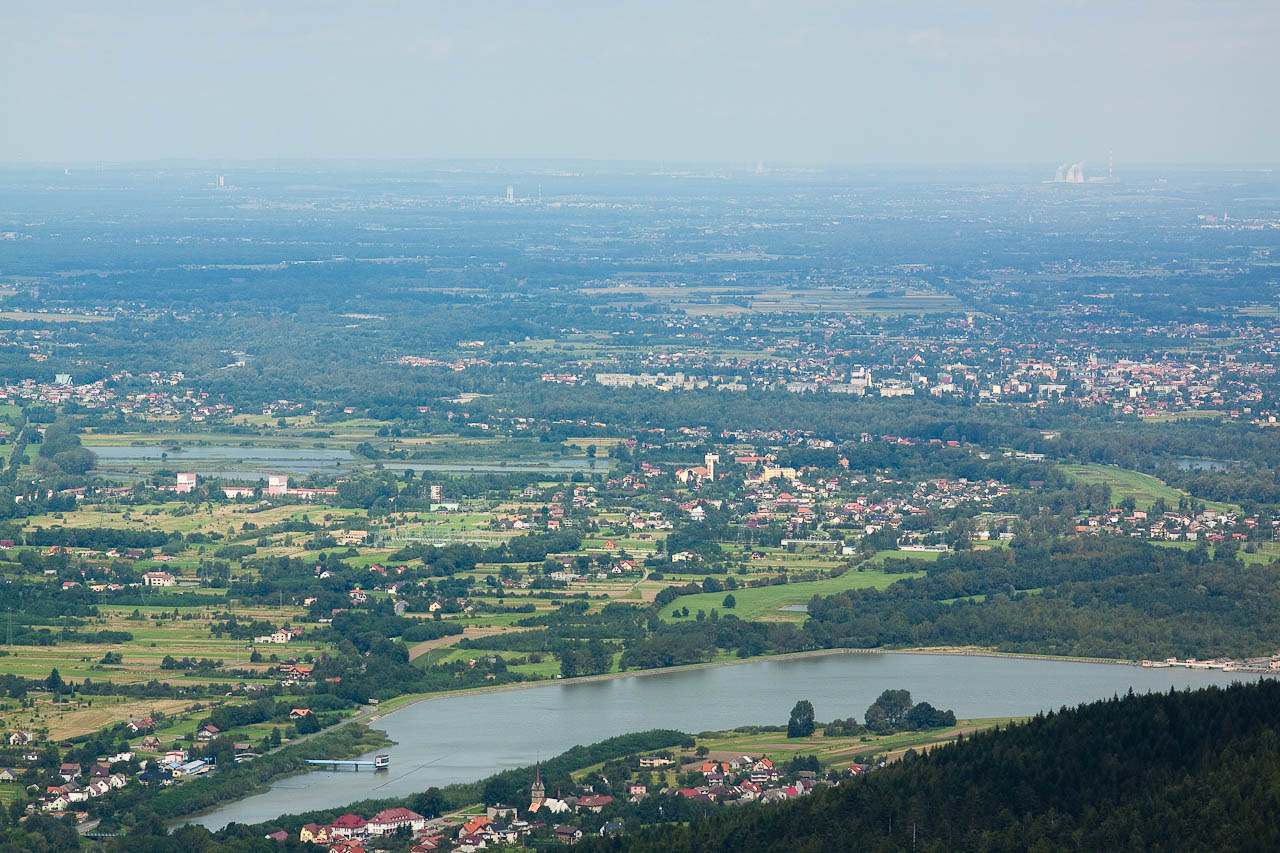
Widok z góry Żar w kierunku północnym (Porąbka, Kobiernice, Kęty)
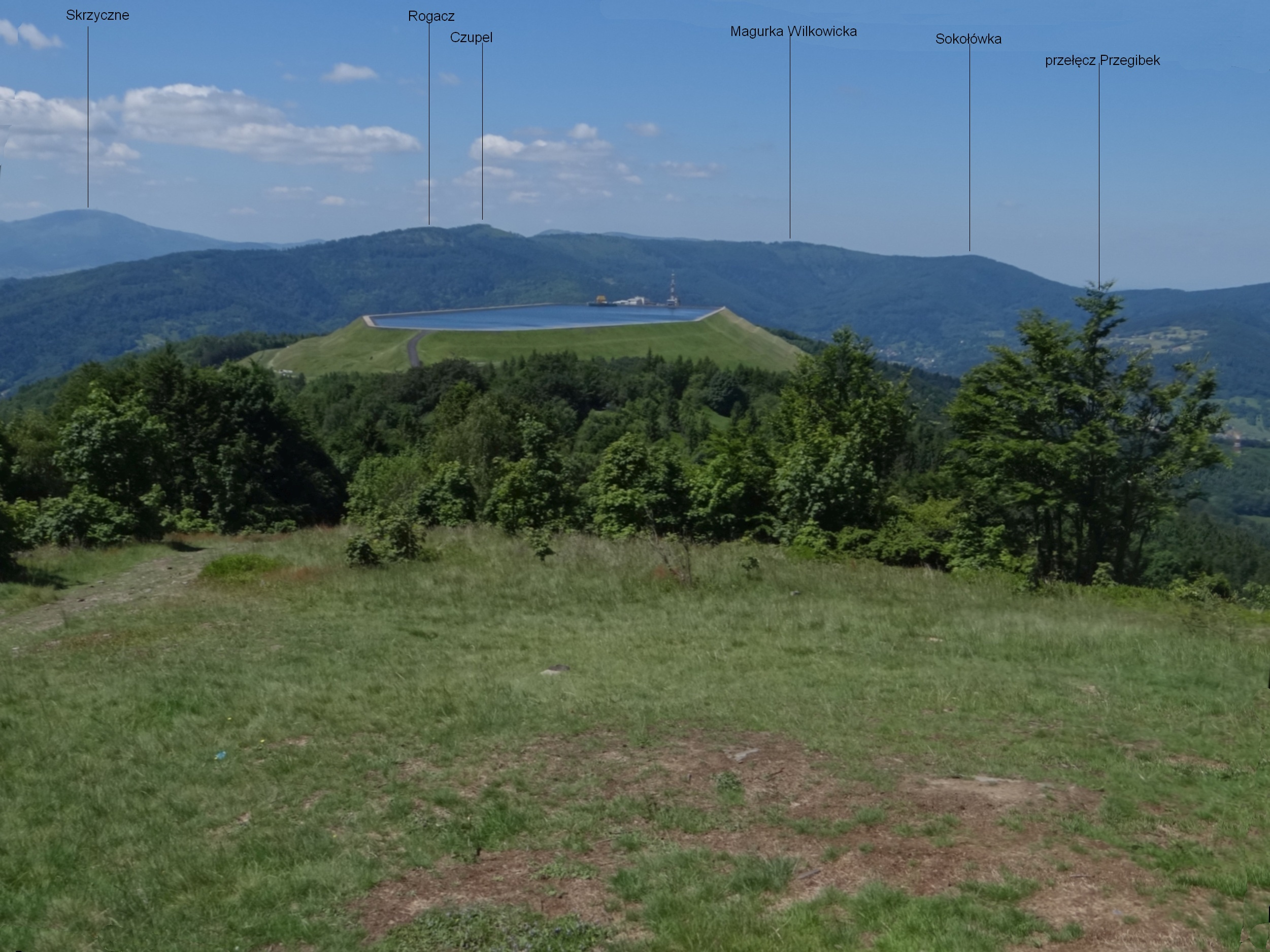
Widok na Żar z Kiczery